# Plecto Aliquem Capite
Plecto Aliquem Capite (v překladu z latiny potrestat kapitálním trestem) je srílanská noise/blackmetalová kapela z města Kolombo založená v roce 2008 zpěvákem Buddhikou Karunasekarem, k němuž se záhy přidal kytarista Višarada Kasun Nawarathne.
V roce 2008 vyšlo debutové minialbum s názvem Atrocities.

## Diskografie
EP
- Atrocities (2008)
- As the Sane Crumble (2010)
- The End (2016)[1]
- Astral Mantras of Dyslexia (2017)
- Across Death... Through Pain (2017)

Singly
- Stoned Guru Ramblings (2009)
- Parasomnia (2016)
- Grief (2016)

Split nahrávky
- As Agony Unfolds (2009)
- Across Death... Through Pain (2010) – split CD s belgickou kapelou Yhdarl
- Astral Mantras of Dyslexia (2011) – split 12" vinyl se srílanskou kapelou Funeral in Heaven